# Dokkiri Doctor
Dokkiri Doctor (どっきりドクター?, Dokkiri Dokutā), noto anche come Startling Doctor o Dr. Dokkiri, è un manga di Fujihiko Hosono, serializzato dal 1981 al 1982. Dal manga è stato prodotto dalla Pierrot un anime di 27 episodi, originariamente in onda su Fuji TV e poi tradotto e trasmesso a Taiwan, Hong Kong, Sud-Est asiatico, Sud Asia dalla rete televisiva Animax. In Italia sia il manga che l'anime sono tuttora inediti.

## Trama
Dokkiri Doctor narra le avventure e gli eventi della vita del dottor Haruka Nishikikōji, un medico scolastico in sovrappeso che gestisce la clinica della sua scuola e un centro benessere, simile ad un castello medievale, e fa delle invenzioni folli e uniche per impressionare gli studenti e la graziosa infermiera della scuola, Miyuki Koizumi. Il dottor Haruka cerca di aiutare gli studenti, ma spesso le sue idee portano a una quantità infinita di situazioni molto imbarazzanti e divertenti per il medico, Miyuki, gli studenti e gli insegnanti della sua scuola.

## Personaggi
- Dr. Haruka Nishikikōji (錦小路はるか?, Nishikikōji Haruka): Simpatico e accattivante medico, in sovrappeso, egli si è posto una missione, quella di aiutare gli studenti. È segretamente innamorato della sua amica d'infanzia e infermiera della scuola, Miyuki, spesso cerca di esprimere i suoi sentimenti ma viene contrastato dalla sua timidezza e dagli studenti. Nell'episodio 10 della serie animata, il peso del Dr. Haruka viene misurato con il suo rilevatore di saliva (un'invenzione che può stabilire l'altezza e il peso di una persona con la saliva) ed è 105 kg.
- Miyuki Koizumi (小泉みゆき?, Koizumi Miyuki): Amica d'infanzia del dottor Haruka e infermiera della clinica della scuola e del centro benessere. Quando le invenzioni del dottore vanno male, come spesso accade, Miyuki aiuta il Dr. Haruka correggerlo. Lei è altamente specializzata in arti marziali e qualche volta vince alcuni concorsi.
- Mayumi Koizumi (小泉真由美?, Koizumi Mayumi): Sorella minore di Miyuki e studentessa della scuola.
- Yukihiro Hongō (本郷ユキヒロ?, Yukihiro Hongō): Studente della scuola e compagno di Mayumi, della quale è innamorato.
- Hajime Mizukoshi (水越一?, Mizukoshi Hajime): Uno degli insegnanti della scuola. Uomo furbo, spesso vittima involontaria delle invenzioni del Dr. Haruka, egli è uno stretto confidente del vice preside, con il quale si unisce spesso per trovare il modo di licenziare Haruka dalla scuola.
- Rokoro Shibuya (渋谷禄郎?, Shibuya Rokoro): Vice preside della scuola, è un collezionista di antiquariato. Odia il Dr.Haruka e vorrebbe che venisse licenziato.
- Tamotsu Abe (阿部保?, Abe Tamotsu): Insegnante presso la scuola che non ha paura di esporre il suo corpo muscoloso. Cerca invano di corteggiare Miyuki.
- Hideko Ikeda (池田秀子?, Ikeda Hideko): Insegnante della scuola. Persona delicata, che spesso sviene di fronte alle situazioni sconvolgenti provocate dal Dr. Haruka.
- Kaori Tajima (田島かおり?, Tajima Kaori): Studentessa della scuola. Spesso si fa aiutare dal dr. Haruka. È innamorata del suo amico Gen.
- Gen Genda (玄田ゲン?, Genda Gen): Studente della scuola e amico di Kaori. Egli è molto popolare tra le sue compagne di scuola.
- Yoshiko Shinagawa (品川良子?, Shinagawa Yoshiko): Preside della scuola.
- Tai (タイ?), Shoku (ショク?) e Kin (キン?): Gruppo di germi creati dal Dr. Haruka.

## Doppiaggio
| Personaggi         | Voce giapponese  |
| ------------------ | ---------------- |
| Haruka Nishikikōji | Kōichi Yamadera  |
| Miyuki Koizumi     | Hōko Kuwashima   |
| Mayumi Koizumi     | Ritsuko Kasai    |
| Yukihiro Hongō     | Shizuka Ishikawa |
| Gen Genda          | Makoto Tsumura   |
| Kaori Tajima       | Kurumi Mamiya    |
| Rokoro Shibuya     | Ken'ichi Ogata   |
| Hajime Mizukoshi   | Shigeru Chiba    |
| Tamotsu Abe/Kin    | Kentarō Itō      |
| Hideko Ikeda/Shoku | Ayako Kawasumi   |
| Ryouko Shinagawa   | Yoshiko Okamoto  |
| Tai                | Naomi Nagasawa   |